# Pop baroque
Genres dérivés
Art rock, pop psychédélique, rock progressif, rock symphonique, sunshine pop, pop de chambre
La pop baroque (rock baroque, rock anglais, ou pop/rock de chambre) est un sous-genre musical du pop rock ayant émergé dans les années 1960 au Royaume-Uni et aux États-Unis en tant que genre mêlant pop rock, musique classique, pop orchestrale et musique baroque.
La pop baroque atteint son pic de popularité à la fin des années 1960, grâce à de nombreux artistes et groupes principalement orientés dans le genre ou ayant ajouté des éléments du genre à leurs chansons comme : les Beach Boys, The Moody Blues, The Beatles, The Left Banke, The Fifth Estate, The Rolling Stones, Love et Procol Harum. La popularité du pop baroque décline dans les années 1970, en partie à cause de l'émergence du punk rock, du disco et du hard rock ; néanmoins, le genre continue à être produit et parvient à développer de nouveaux sous-genres, comme la pop de chambre, qui se développe dans les années 1990 et incorpore des éléments de musique classique.

## Terminologie
Le terme de « rock baroque » est utilisé depuis 1966 pour décrire une musique moins agressive et moins commerciale. Le « baroque anglais » est également utilisé pour décrire la pop et le rock britannique qui font usage de ce style d'instrumentation. La « pop de chambre » ou le « rock de chambre » sont des termes utilisés pour décrire de la musique qui fait usage des instruments à corde de la musique de chambre et qui peut être considérée comme faisant partie du pop et rock baroque. Dans la musique classique, le terme « baroque » est utilisé pour décrire de la musique artistique européenne jouée entre les années 1600 et 1750, principalement inspirée par J. S. Bach et Antonio Vivaldi.

## Caractéristiques
Le genre est moins agressif, moins commercial, mais plus sérieux que la musique rock de l'époque. La pop baroque se différencie du rock progressif, qui fait également usage d'une instrumentation de musique classique, de par sa structure simpliste plus proche du pop standard, et de par son contenu lyrique accessible à tous. Stylistiquement, la pop baroque mêle des éléments de pop et de rock à de la musique classique, souvent en incorporant des instruments inhabituels pour le genre comme le clavecin, le clavicorde, le violon et autres instruments à cordes, hautbois et cor. Il se caractérise également par des morceaux très orchestraux. La pop baroque est une musique traditionnellement mélancolique et dramatique comparé au sunshine pop.

## Histoire
Les origines exactes du pop baroque sont difficiles à retracer avec précision. Au début des années 1960, Burt Bacharach utilise des instruments peu communs comme le bugle dans sa chanson Walk On By (1963). Dans la production, l'effet Wall of Sound de Phil Spector fait usage d'instruments divers et également peu communs, en particulier ceux associés à la musique classique. Le groupe britannique The Zombies, dans son single She's Not There publié en 1964, est souvent cité comme le premier groupe du genre, mais, malgré les qualités harmonique du pop baroque contemporain, il ne fait pas usage d'instruments de musique classique.
En 1965, Brian Wilson commence à incorporer des éléments baroque et symphoniques sur les albums des Beach Boys Today! et Summer Days (And Summer Nights!!),. Le premier single des Byrds, Mr. Tambourine Man (1965), voit son introduction débuter avec un morceau de guitare inspiré de Bach joué par Roger McGuinn. Plus tard, les Beatles obtiennent les talents musicaux de George Martin, dans la production de Yesterday, et In My Life.
Le single précédemment mentionné des Zombies inspire le musicien new-yorkais Michael Brown dans la formation des Left Banke, dont le single publié en 1966 Walk Away Renée, est joué du clavecin par un quatuor à cordes, et habituellement reconnu comme le premier single pop baroque reconnaissable,,. En Grande-Bretagne, les Yardbirds, avec Jeff Beck comme guitariste, commencent également à prendre goût aux genres musicaux comme le jazz et le baroque, en plus de leur goût prononcé pour le chant grégorien et la musique du monde,.

## Pop de chambre
La pop de chambre, ou le rock de chambre, est lancée au Royaume-Uni dans les années 1990 en « réaction » aux musiques rock alternatif et grunge de l'époque.